# Written on Skin
Written on Skin est un opéra dont la musique a été composée par George Benjamin, sur un livret de Martin Crimp, créé en 2012 à Aix-en-Provence. L'histoire s'inspire d'une légende occitane du XIIe siècle. 

## Historique
Written on Skin, deuxième opéra du compositeur, est une production originale commandée par le festival d’Aix-en-Provence au britannique George Benjamin qui renoue avec l’auteur de théâtre Martin Crimp pour le livret. La commande et la production originale sont une coproduction avec plusieurs grandes scènes européennes, et l'opéra est présenté dans les quelques années suivantes à Londres, à Toulouse, Amsterdam, Munich, Paris et New-York. Une présentation au Maggio Musicale Fiorentino, coproducteur du spectacle, est annulée pour des raisons financières.
Il est créé le 7 juillet 2012 au Festival d'Aix-en-Provence dans le Grand Théâtre de Provence, sous la direction du compositeur et mis en scène par Katie Mitchell (en) avec des décors de Vicki Mortimer. Lors de la création, c'est le Mahler Chamber Orchestra qui est en fosse ; il inclut des instruments rares tels la viole de gambe ou l’harmonica de verre. La mise en scène présente un espace découpé en six cases sur deux niveaux présentant chacun un lieu différent du déroulement de l'histoire. Les changements de tableaux sont manifestés par la modulation de l'éclairage. L'opéra fait l'objet d'un accueil très positif de la part du public, salué et ovationné lors de la première, mais également de la part de la critique.

### Postérité
Une retransmission en direct du festival d'Aix a eu lieu en juillet 2012, mais c'est une autre captation, réalisée au Royal Opera House, qui est éditée en DVD. En 2013, un numéro de L'Avant-scène opéra est dédié à Written on Skin (09/2013, n° 276). Après que la production originale soit montée dans de nombreuses salles en tournée, notamment à l'Opéra Comique en novembre 2013. Une version de concert est jouée à la Philharmonie de Paris en février 2020 dans le cadre du Festival Présences de Radio France qui lui est dédié cette année, dirigée par le compositeur.
L'opéra est joué en 2020 à l'Opéra de Montréal dans une nouvelle production dirigée par Nicole Paiement mis en scène par Alain Gauthier et décorée d'Olivier Landreville, qui y connaît un vif succès.

## Description
L'opéra est distribuée trois parties et quinze tableaux, est en anglais et dure environ une heure et quarante minutes. La partition ne comporte pas d'airs en particulier mais entretient un long recitativo secco dramatique. L'histoire est inspirée de plusieurs légendes occitanes, notamment le Cœur mangé qui met en scène un triangle amoureux, qui raconte l'histoire d'un mari trompé qui tue l'amant et fait manger son cœur à sa femme. Selon les organisateurs du festival, « [l’œuvre] explore les conséquences explosives de la découverte de soi, et les limites du pouvoir qu'un être humain peut exercer sur un autre. » George Benjamin, au niveau de la dramaturgie, est notamment inspiré par d'autres opéras mettant en scène la jalousie poussant au crime, tels Pelléas et Melisande de Claude Debussy et Wozzeck d'Alban Berg.

### Résumé
Un riche propriétaire terrien invite chez lui un artiste chargé de réaliser un livre d'enluminures. Cet ouvrage doit immortaliser en images l'impitoyable exercice de son pouvoir politique et la paisible jouissance que lui procure l'ordre domestique, incarné dans l'humilité et l'obéissance enfantine de sa femme Agnès. Mais la réalisation de ce livre devient un catalyseur propice à la rébellion de l'épouse. Après une première tentative de séduction couronnée de succès, elle exploite sa nouvelle intimité avec l'enlumineur afin d'influencer le contenu même du livre, forçant son mari à la voir telle qu'elle est réellement — et ouvrant ainsi la voie à un ultime et extraordinaire acte de provocation.

### Rôles
|                   |               | Première, 7 juillet 2012 (George Benjamin) |
| ----------------- | ------------- | ------------------------------------------ |
| The Protector     | baryton-basse | Christopher Purves                         |
| Agnès             | soprano       | Barbara Hannigan                           |
| Angel 1 – The Boy | contre-ténor  | Bejun Mehta                                |
| Angel 2 – Marie   | mezzo-soprano | Rebecca Jo Loeb                            |
| Angel 3 - John    | ténor         | Allan Clayton                              |

## Accueil critique
Written on Skin est considéré, dès sa création, comme l'opéra le plus abouti de son compositeur et même comme un des grands opéras de ces vingt dernières années :
On oserait écrire qu'il s'agit là du meilleur opéra écrit depuis vingt ans, avec The Death of Klinghoffer (1991) de John Adams, Luci mie traditrici (1998), de Salvatore Sciarrino, Wintermärchen (1999), de Philippe Boesmans et Massacre de Wolfgang Mitterer (2003).
D'après un sondage réalisé en 2021 par France Musique auprès de 155 compositeurs, Written on Skin est « l'œuvre contemporaine la plus marquante de ces deux dernières décennies ».

## Enregistrements
- Nimbus, 2012, 2 CD, dir. George Benjamin, captés par Radio France[8].
- Opus Arte, 2014, DVD, enregistré à Londres en mars 2013[10].